# Премия RU.TV 2022
XI Русская музыкальная премия телеканала RU.TV 2022 — одиннадцатая музыкальная премия телеканала RU.TV. Церемония вручения состоялась 28 мая 2022 года в московском концертном зале Crocus City Hall.
В этот вечер «Крокус Сити Холл» стал средоточием красоты, музыки и звёздных сенсаций. По традиции Премия телеканала RU.TV началась со звёздной дорожки, по которой прошли все те, чьи имена не сходят с первых страниц журналов, кого обсуждают, на кого хотят быть похожими миллионы зрителей: музыканты, артисты театра и кино, шоумены, спортсмены, дизайнеры, предприниматели.
Среди почетных гостей церемонии: Юрий Николаев, Стивен Сигал, Яна Рудковская, DJ Groove, Виктор Дробыш, Leonid Rudenko, Anna Asti, Burito, Mark Ovski, Александр Шоуа, Митя Фомин, группа «Тутси», Инна Маликова, Алексей Чадов, Анастасия Ивка, Согдиана, Севиль, Стас Костюшкин, Алена Водонаева, Белла Потемкина, Елена Борщева, группа «Фабрика», Бьянка, Ваня Дмитриенко, Виктория Дайнеко, Денис Клявер, Константин Майор, Андрей Пономарев, Ольга Серябкина, группа «СПб!», Екатерина Одинцова, ведущие шоу «Русские Перцы» — Антон Юрьев, Полина Жукова и Дима Морозов, Юлия Барановская, Алла Довлатова и многие другие.
«Как сказал кто-то из великих, мы воздаем благодарение богам за то, что ничья жизнь не длится вечно, за то, что мёртвые не встают из могил, за то, что даже самая усталая река в конце концов достигает моря. Мы рады, что мы воссоединились. Что добавились новые люди, они же старые, которые внесли свою умудренную опытом кровь в молодую поросль», — подчеркнули в группе «Земляне».

## Список номинантов
Победители отмечены галочкой.
Лучший старт
- Люся Чеботина
- Марина Бриз
- Anna Asti
- Shaman
- Тамара Кутидзе

Лучший дуэт
- Иракли & Маша Вебер — «Просто дождь»
- Ханна & Artik — «Как в первый раз»
- Артур Пирожков & Клава Кока — «Хочешь»
- Звонкий & Мари Краймбрери — «Как дела, малыш?»
- Юрий Антонов & ЮрКисс — «Не забывай»

Лучшая песня
- Люся Чеботина — «Солнце Монако»
- Artik & Asti — «Гармония»
- Мот — «Август — это ты»
- Zivert — «CRY»
- Dabro — «На часах ноль-ноль»

Связь поколений
- Ханна & Artik — «Как в первый раз»
- Владимир Пресняков — «Всё нормально»
- Слава — «Без тебя меня нет»
- Emin — «31.12»
- Кристина Орбакайте — «Сон во сне»

Кино и музыка
- Ёлка — «Не брошу на полпути» (OST «Мастер»)
- Артём Качер — «Дружба» (OST «Друг на продажу»)
- Ваня Дмитриенко — «Вечно молодым» (OST «Струны»)
- Елена Север и Григорий Лепс — «Ещё вчера» (OST «Сирийская соната»)
- Полина Гагарина — «Оставить след» (OST «Стикер»)

Лучший видеоклип
- Клава Кока — «Ла Ла Ла» (Тарас Голубков)
- Нюша — «Небо знает» (GEX)
- Niletto — «Someone like you» (Владимир Беседин)
- Zivert — «Три дня любви» (Алексей Куприянов)
- Звонкий & Мари Краймбрери — «Как дела, малыш?» (Serghey Grey)

Лучший певец
- Владимир Пресняков
- Дима Билан
- Дмитрий Маликов
- Emin
- Мот

Лучшая певица
- Zivert
- Полина Гагарина
- Ирина Дубцова
- Ханна
- Слава

Новые звёзды «Русского радио»
- Shaman
- Марина Бриз
- Ivan
- Лана Свит
- Mark Ovski

Лучший кавер
- Моя Мишель — «Зима в сердце» (Ева Польна)
- Жан Милимеров — «Мадонна» (Александр Серов)
- Escape & Konfuz — «Не смотри» (Юлия Савичева)
- Гузель Хасанова — «Не плачь» (Татьяна Буланова)
- Chebanov — «Ночь» (Андрей Губин)

Музыкальный блогер
- Катя Адушкина
- Mia Boyka
- Хабиб
- Аня Покров
- Егор Шип

Коллаборация года
- Loc-Dog & Лев Лещенко — «Мы будем жить»
- Джарахов & Стас Костюшкин — «Просто друг»
- Григорий Лепс & ЮрКисс & ВладиМир — «Как огонь и вода»
- Filatov & Karas vs Мумий Тролль — «Amore Море, Goodbye»
- Дима Билан & Zivert — «Это была любовь»

Звёзды танцпола
- Нюша
- Niletto
- Zivert
- Артур Пирожков
- Мари Краймбрери

Лучший диджей
- DJ Groove
- Rudenko
- DJ Katya Guseva
- Filatov & Karas
- DJ Twins Project

Фан или Профан
- Ирина Дубцова
- Кирилл Туриченко
- Zivert
- Niletto
- Клава Кока
- Shaman
- Анна Плетнёва
- МакSим
- Мари Краймбрери
- Tsoy

Дуэты Билана
- Дима Билан и Мари Краймбрери ― «Ты не моя пара»
- Дима Билан и МакSим ― «Знаешь ли ты»
- Дима Билан и Zivert ― «Это была любовь»

Специальный приз от радио «Хит FM»
- Zivert

Специальный приз «Голос России»
- Полина Гагарина

Специальный приз «Воссоединение года»
- группа «Земляне»

Специальный приз «Артист года»
- Дима Билан

## Выступления и список звёзд
1. Кристина Орбакайте - Сон во сне
2. Мот - Август - это ты
3. Полина Гагарина - Вчера
4. Владимир Пресняков - Все нормально
5. Люся Чеботина - Солнце Монако
6. ЮрКисс - Звучишь во мне
7. NILETTO - Someone Like You
8. Елена Север - Не то
9. Zivert - Cry
10. Cosmos Girls - Мама знает
11. Анна Семенович, Слава - Бумеранг
12. Vlade Kay - Detox
13. Мари Краймбрери - Если устал
14. Ирина Дубцова - Гештальты
15. Звонкий, Мари Краймбрери - Как дела, малыш?
16. МакSим - Спасибо
17. Дима Билан, МакSим - Знаешь ли ты
18. Дима Билан, Мари Краймбрери - Ты не моя пара
19. Дима Билан, Zivert — Это была любовь
20. Дима Билан - Megamix
21. Дима Билан - Она моя
22. Земляне - Борсалино
23. Земляне - Путь домой
24. Земляне - Взлётная полоса